# Boppard
Boppard település Németországban, Rajna-vidék-Pfalz tartományban. Lakosainak száma 15 593 fő (2023. december 31.).

## Fekvése
A Rajna bal partján fekvő hangulatos üdülőhely.
Boppard Spay, Nörtershausen, Brey, Rhens, Waldesch, Brodenbach, Morshausen, Beulich, Mermuth, Ney, Kratzenburg, Halsenbach, Dörth, Karbach, Sankt Goar, Kestert, Kamp-Bornhofen, Filsen és Osterspai községekkel határos.

## Története
A IV. században a helyén megerősített római település állt.

## Nevezetességei
- római romok
- Karmelita templom (13. - 14. század; gótikus; torony nélküli épület)
- Burg Thurmberg
- Egérvár és Macskavár

## Népesség
A település népessége az elmúlt években az alábbi módon változott:
| Lakosok száma | 16 888 | 15 404 | 15 283 | 15 325 | 15 403 | 15 616 | 15 593 |
|               | 1975   | 2015   | 2017   | 2019   | 2021   | 2022   | 2023   |